# مفطورة قاطعة للدر
مفطورة قاطعة للدر (الاسم العلمي: Mycoplasma agalactiae) هي نوع من البكتيريا تتبع جنس المفطورة من فصيلة المفطورات.